# Clerical Medical
Die Clerical Medical Plc war ein 1824 gegründetes Finanzdienstleistungsunternehmen aus Großbritannien, das auf Investmentprodukte im Bereich Lebens- und Rentenversicherungen spezialisiert ist. Der Hauptsitz des Unternehmens war in London und neben dem britischen Markt war das Unternehmen unter anderem auch in Deutschland, Österreich und Italien tätig. Seit 2009 gehört Clerical Medical zur Lloyds Banking Group.

## Firmengeschichte
Im Frühjahr 1824 versammelte der Arzt Dr. George Pinckard am Bloomsbury Square in London ein Komitee von Medizinern und Klerikern und verteilte eine Broschüre mit dem Titel „Prospekt für die Eröffnung eines neuen Versicherungsbüros mit verbesserten Anordnungen.“ Die versprochenen Verbesserungen, niedrigere Beitragssätze und breitere Risikoabdeckung, sollte auf Menschen ausgeweitet werden, die mit Gicht, Asthma und anderen Krankheiten belastet waren.
Am 18. Juni 1824 wurde bei einer Besprechung in "The Freemason's Tavern" in der Londoner Great Queen Street eine Resolution zur Gründung der "Medical, Clerical and General Life Assurance Society" als Lebensversicherungsgesellschaft für Mediziner und Geistliche – die Akademiker der damaligen Zeit – verabschiedet und die Gesellschaft war gegründet. Der Marquis von Huntly wurde zum Präsidenten ernannt.
Im Jahre 1825 änderte die Gesellschaft ihren Namen auf „Clerical, Medical and General Life Assurance Society“. Zu dieser Zeit herrschte heftiger Wettbewerb auf dem Markt für Lebensversicherungen: Zwischen 1833 und 1840 wurden in England 47 Versicherungsgesellschaften gegründet. Allerdings hatte Clerical Medical einen Wettbewerbsvorteil gegenüber der Konkurrenz, da sie als einzige Gesellschaft ihre Versicherungspolicen ausschließlich für Ärzte und Kirchenleute anbot. In den folgenden Jahren wurde der Angebotsumfang erweitert, und schon bald war die Gesellschaft die einzige, die „Personen mit abweichender Lebenserwartung“ versicherte, also solche, deren Sterblichkeitsrate über dem Durchschnitt lag. Diese Entscheidung erfolgte zu einer Zeit, als in Großbritannien zahlreiche Krankheiten und Seuchen ausbrachen. Allein im Jahr 1839 starben Tausende an Cholera Morbus, und in den dreißiger und vierziger Jahren des 19. Jahrhunderts wurden viele weitere Tausende Menschen Opfer einer Grippewelle (Influenza). Nicht wenige davon waren bei Clerical Medical versichert.
Im Verlauf ihrer Geschichte hat Clerical Medical zahlreiche berühmte Persönlichkeiten versichert. So wurden z. B. für die Britische Königin Victoria gleich mehrere Lebensversicherungen abgeschlossen, noch bevor sie 1837 den Thron bestieg. Auch ihr Prinzgemahl Albert und Benjamin Disraeli waren bei Clerical Medical versichert. Im Jahre 1923 beantragte der italienische Diktator Benito Mussolini eine Versicherungspolice bei Clerical Medical. Sein Antrag wurde jedoch als unannehmbares Risiko abgelehnt, obwohl er – angesichts seines Endes recht prophetisch – anbot, das Attentatsrisiko auszuschließen.
1961 wurde Clerical Medical durch ein Parlamentsgesetz in einen Versicherungsverein auf Gegenseitigkeit umgewandelt, so dass die Gesellschaft alleiniges Eigentum ihrer Versicherungsnehmer wurde. 1974 wurde die Gesellschaft durch Parlamentsgesetz in eine Aktiengesellschaft umgewandelt.
Im Jahr 1987 gründete Clerical Medical seine ersten internationalen Tochtergesellschaften, vornehmlich um Investment- und Versicherungsprodukte international vertreiben zu können. In den folgenden Jahren weitete die Gesellschaft ihre Geschäftstätigkeit u. a. auf Deutschland, Österreich, Luxemburg und die Niederlande aus.
Am 1. Januar 1997 erwarb die Halifax Group die Clerical Medical and General Life Assurance Society zum Preis von rund 800 Millionen Pfund. Die Geschäftstätigkeit der Gesellschaft auf Gegenseitigkeit wurde auf die Clerical Medical Investment Group Limited als Teil der Halifax Group übertragen.
Im Juli 2000 wurde Clerical Medical International in die beiden Hauptgeschäftsbereiche Clerical Medical Europe und Clerical Medical Offshore unterteilt. Clerical Medical International wurde in Luxemburg etabliert, um vornehmlich das Europa-Geschäft von dort aus zu betreuen, wohingegen Clerical Medical Offshore, mit Sitz auf der Isle of Man, sich primär auf den Markt der Kanalinseln sowie auf Asien und den Nahen Osten konzentrieren sollte.
Die größte Veränderung für Clerical Medical erfolgte durch die Fusion der Bank of Scotland und der Halifax zur HBOS Group zum 10. September 2001. Seit Januar 2009 gehört Clerical Medical auf Grund der Übernahme der HBOS Group durch Lloyds TSB im Zuge der weltweiten Finanzkrise zur neu gegründeten Lloyds Banking Group.

## Clerical Medical in Deutschland
Seit 1995 wurden in Deutschland Versicherungs- und Investmentprodukte vertrieben. Dazu gehören primär Rentenversicherungen, Lebensversicherungen sowie Basisrenten.
Im September 2005 übernahm die HBOS-Gruppe in Deutschland die MLP Lebensversicherung AG, eine Tochtergesellschaft der MLP AG, für ca. 270 Millionen Euro. Diese firmiert seit Anfang 2006 unter dem Namen „Heidelberger Lebensversicherung AG“ mit Sitz in Heidelberg.
Im Januar 2006 wurde das Vertriebsmodell für Deutschland grundlegend geändert, indem die bis dahin gültige Vertriebsstruktur über sogenannte „Premium Distributoren“ zu einer einheitlichen Vertriebsorganisation der „CMH Vertriebs Service GmbH“ zusammengeführt wurde. Die HBOS-Gruppe übernahm dabei die Mehrheitsanteile der Vertriebsgesellschaften Securum AG, Vertriebs Service Partner GmbH & Co KG (VSP) sowie der Europäischen Marketing & Finanzmanagement AG (EMF AG) und bietet seitdem in Deutschland deutsche und britische Produkte aus einer Hand an.

## Clerical Medical und Hebelmodelle
In den Jahren 1998 bis 2006 haben diverse Firmen (z. B. Schneerente, Lex-Konzept-Rente, Europlan, Systemrente, Individualrente) Finanzierungs- und Hebelmodelle angeboten, bei denen Versicherungspolicen von Clerical Medical als Kapitalanlage eingebunden wurden. Diesen Konzepten war gemein, dass sie überwiegend finanziert wurden und zumindest teilweise auf der Annahme beruhten, dass die Rendite der Anlagen höher als der für die Finanzierung zu zahlende Zins sein werde. Nachdem sich die Renditeerwartungen der Anleger zumeist nicht erfüllt haben, drohen diesen Anlegern enorme Verluste aus den Konzepten. Dies hat zu einer regelrechten Klagewelle (man geht von über 1000 Klagen aus) gegen Clerical Medical geführt, wobei Urteile verschiedener Gerichte sowohl zu Lasten als auch zu Gunsten von Clerical Medical ergingen. Es ist umstritten, ob Clerical Medical über bestimmte Risiken hätte aufklären müssen und ob die Beratung der o. g. Firmen Clerical Medical zuzurechnen ist.
Am 11. Juli 2012 entschied der Bundesgerichtshof über die ersten 5 Klagen. Mit diesen richtungsweisenden Urteilen hat der Bundesgerichtshof grundsätzlich die geltend gemachten Ansprüche der Anleger bestätigt. Nach Ansicht des Bundesgerichtshofes haben geschädigte Anleger sogar die Wahl zwischen der Verpflichtung der Clerical Medical die im Versicherungsschein zugesprochenen regelmäßigen Auszahlungen (meist über mehrere Jahrzehnte) unabhängig vom Vertragswert zu zahlen oder der Rückabwicklung des gesamten Modells und der Schadlosstellung der Anleger. Experten rechnen nach diesen Urteilen mit einer weiteren massiven Klagewelle gegen Clerical Medical.